# Ólafur Thors

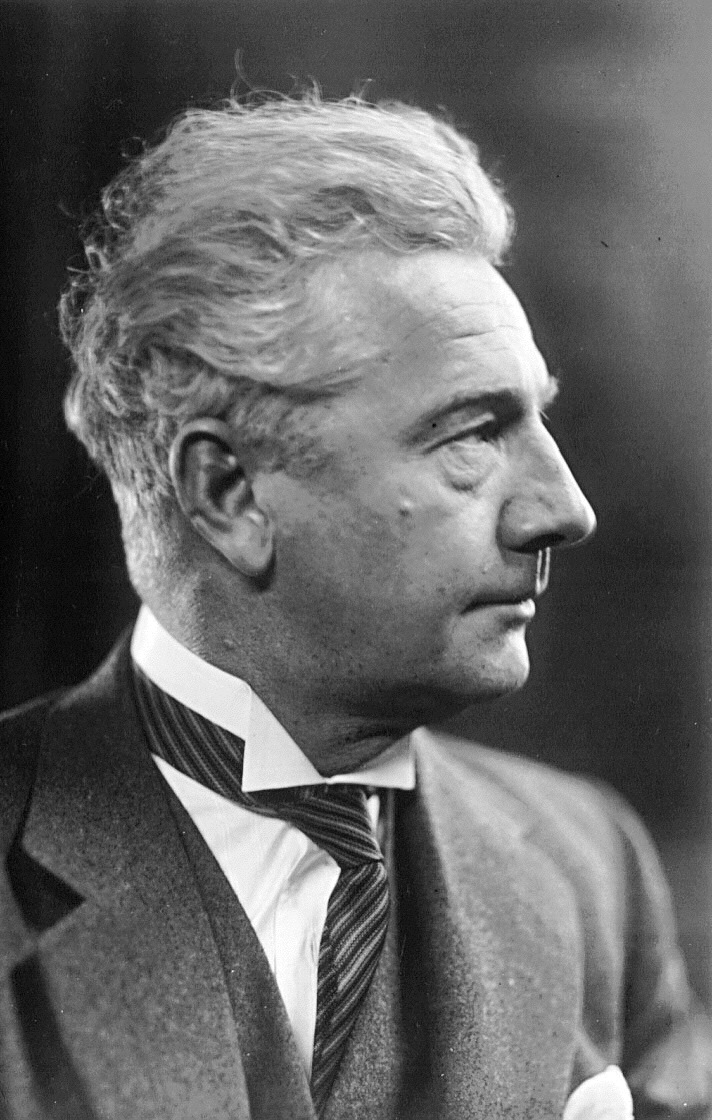
Ólafur Thors.

Ólafur Thors (Borgarnes, 19 januari 1892 - Reykjavik, 31 december 1964) was een IJslands politicus. Hij was premier van IJsland gedurende 5 ambtstermijnen:
- 16 mei 1942 tot 16 december 1942
- 21 oktober 1944 tot 4 februari 1947
- 6 december 1949 tot 14 maart 1950
- 11 september 1953 tot 24 juli 1956
- 20 november 1959 tot 14 november 1963

Hij was lid van het Alding (het IJslandse parlement) van 1926 tot zijn dood in 1964. Tevens was hij lid van de Onafhankelijkheidspartij (Sjálfstæðisflokkurinn), die hij van 1934 tot 1961 als partijvoorzitter leidde.